# Jesús Gallardo
Jesús Daniel Gallardo Vasconcelos (Tabasco, 15 de agosto de 1994) é um futebolista mexicano que atua como lateral-esquerdo. Atualmente joga pelo Toluca.

## Carreira
Foi convocado para defender a Seleção Mexicana de Futebol na Copa do Mundo de 2018. Na terceira partida da Seleção Mexicana neste torneio (derrota por 3x0 para a Suécia), Gallardo tomou um o cartão amarelo com apenas 13 segundos de jogo (após fazer uma falta no atacante Toivonen), sendo este o cartão amarelo mais rápido da história das Copas.

## Títulos
Monterrey
- Liga dos Campeões da CONCACAF: 2019, 2021
- Campeonato Mexicano: Apertura 2019
- Copa México: 2019–20

Toluca
- Campeonato Mexicano: Clausura 2025

Seleção Mexicana
- Copa Ouro da CONCACAF: 2019, 2023
- Liga das Nações da CONCACAF: 2024–25[4]

Predefinição:Deportivo Toluca squad
1. ↑  «Veja os convocados das 32 seleções para a Copa do Mundo»
2. ↑  «Confira as listas finais dos convocados das 32 seleções da Copa». 4 de junho de 2018
3. ↑  «Jogador mexicano recebe cartão amarelo mais rápido da história das Copas». ge. 27 de junho de 2018. Consultado em 28 de janeiro de 2025
4. ↑  «Game Details». Concacaf (em inglês). 12 de março de 2021. Consultado em 24 de março de 2025